# Lee Biran

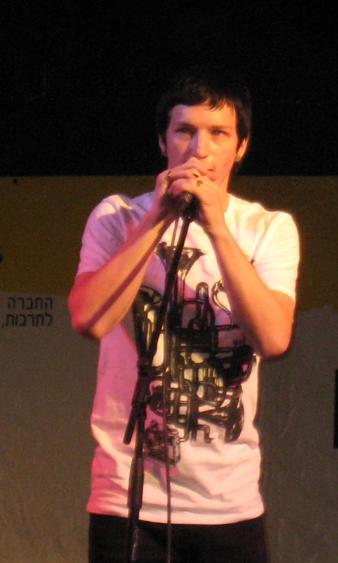
Lee Biran

Lee Biran (hebräisch לי בירן; * 16. Dezember 1989 in Kfar Saba) ist ein israelischer Sänger und Schauspieler.

## Leben und Karriere
Biran ist in seinem Geburtsort aufgewachsen. Er war Schlagzeuger in einer lokalen Band. Im Jahr 2007 veröffentlichte er unabhängig ein Mini-Album mit dem Titel Playing the Game. Er nahm an der Reality-Show Kochav Nolad teil, in der er hauptsächlich Lieder im Rockstil vortrug und den zweiten Platz belegte. Er nahm mehrmals am Festigal teil.
Im Jahr 2010 spielte er in Ben Is Back, einem Kurzfilm, die Hauptrolle.
Seit 2010 tritt er als Schauspieler in Erscheinung, als solcher wirkte er an mehr als einem Dutzend Produktionen mit. Er übernahm zunächst in der zweiten Staffel der Serie Split die Hauptrolle. Weitere Film- und vor allem Fernsehrollen folgten, so von 2012 bis 2016 in der Serie Ha-Hamama, danach bis 2019 in Oboy. Von 2018 bis 2019 war er in Forever zu sehen. 2018 und 2019 wurde er von der Israeli Television Academy als Bester Schauspieler nominiert.
2020 spielte er in der Fernsehserie Valley of Tears mit, die während des Jom-Kippur-Kriegs spielt. Dabei handelt es sich um eine der aufwendigsten israelischen Produktionen. 2022 spielte er im Film Our Story mit, in der er einen draufgängerischen Musikmanager spielt, der israelische Popsternchen gängelt.

## Diskografie

### Alben
- 2009: כיסים
- 2022: לי
- 2024: דרכו של עולם

### Kollaborationen
- 2015: לוקחים את הזמן (בהופעה חיה) (mit Eliana Tidhar & Roni Daloomi)

### EPs
- 2007: Playing the Game
- 2022: Live Pack

### Singles (Auswahl)
- 2019: בלעדיך (mit Eliana Tidhar)
- 2021: תגידי כן